# لحظه‌های به یادماندنی
لحظه‌های به یادماندنی (به سوئدی: Maria Larssons eviga ögonblick) یا لحظه‌های به یادماندنی زندگی ماریا فیلمی یان تروئل سوئدی در ژانر درام ساخته یان تروئل است. از بازیگران آن می‌توان به ماریا هیسکانن، میکائیل پرسبراندت و جسپر کریستینسن اشاره کرد. فیلم بر اساس زندگی واقعی ماریا لارسون در قرن بیستم ساخته شده که یک دوربین عکاسی را در مسابقه بخت آزمایی برنده می‌شود و بعدها به یکی از اولین زنان عکاس سوئد تبدیل می‌شود.

## خلاصه داستان
ماریا لارسون زن جوانی است که همراه با فرزندان و همسرش زندگی ساده خود را سپری می‌کند. همسر او مردی دائم‌الخمر بوده و به همین دلیل با خانواده اش بدرفتاری می‌کند. ماریا به دلیل مشکلات مالی با خیاطی و کار در منزل ثروتمندان سعی دارد تا حدودی اوضاع را بهبود بخشد. یک روز دوربینی که اوایل ازدواجش در یک قرعه کشی بخت آزمایی برنده شده را پیدا می‌کند و برای فروش آن به عکاسی مراجعه می‌کند اما آقای پدرسون، صاحب عکاسی او را تشویق می‌کند تا دوربین را نگه دارد و نحوه کار با آن و ظهور عکس را به وی می‌آموزد. ماریا کم‌کم به عکاسی علاقه‌مند می‌شود و از هر آنچه که به نظرش مناسب است عکس می‌گیرد…